# Drymeia firthiana
Drymeia firthiana är en tvåvingeart som först beskrevs av Huckett 1965.  Drymeia firthiana ingår i släktet Drymeia och familjen husflugor. Inga underarter finns listade i Catalogue of Life.